# Serra de Can Perellong
La Serra de Can Perellong és una serra situada al municipi de Collbató a la comarca del Baix Llobregat, amb una elevació màxima de 374 metres.